# بجادي
البِجَادِيّ أو البَجَادِيّ أو البيجادي أو البيجاذي أو البيجاذ أو البيجاذق، (بالإنجليزية: Garnet)‏، ويسمى أيضا البَنَفْش أو السِّيلان أو العقيق الأحمر، هو مجموعة من المعادن استخدمت منذ العصر البرونزي وهي أحجار كريمة ومواد للسنفرة. وقد تم التعرف على ستة أنواع شائعة من البجادي من خلال التركيبة الكيميائية الخاصة بهم. هذه الأنواع هي:
- بايروب.
- ألمانداين.
- سبيسارتاين.
- غراسولار.
- أوفاروفيت، وهو نوع نادر عادة ما يوجد مرتبطاً مع الكروميت، أو السربنتينيت.
- أندرادايت.

## أصل التسمية
قد يعود أصل اسم الجارنيت إلى الكلمة القادمة من اللغة الإنجليزية الوسطى (بالإنجليزية:  gernet)‏ والتي تعني «أحمر داكن»، أو يعود أصلها إلى الكلمة (باللاتينية: granatus) التي تعني حبوب والتي قد تكون مرجعاً للكلمة اللاتينية (باللاتينية: Punica granatum) («الرمان»)، الفاكهة ذات البذور الحمراء المتماثلة في الشكل والحجم واللون كما في بلورات البجادي.

## الخصائص الفيزيائية
الخصائص
يمكن العثور على معدن البجادي بعدة الوان بما في ذلك الأحمر والبرتقالي والأصفر والأخضر والأرجواني والبني والأزرق والأسود والوردي، وعديم اللون.
وقد تتراوح خصائص انتقال الضوء «الشفافية» حسب نوع البجادي من العينات الشفافة ذات الأحجار الكريمة إلى الأصناف غير الشفافة المستخدمة للأغراض الصناعية مثل المواد الكاشطة. يتم تصنيف بريق المعدن كما الزجاجي (مثل الزجاج) أو الراتنجية (مثل العنبر).
بُنية البلورة
البجادي من المعادن اللاسيليكاتية التي تمتلك صيغة كيميائية X3Y2(Si O4)3 . وعادة ما يكون الرمز X مشغولا بالايونات الموجبة ثنائية التكافؤ (الكالسيوم والمغنيسيوم والحديد والمنغنيز) والرمزY بواسطة الايونات الموجبة ثلاثية التكافؤ (المنيوم، حديد، كروم) والتي ترتبط في إطار ثماني السطوح / رباعي السطوح مع [SiO4] . وغالبا ما يوجد البجادي على شكل بلوري يسمى dodecahedral ، ولكن أيضا احيانا يتواجد على شكل «شبه منحرف»  trapezohedron . يتبلور البجادي في نظام مكعب (cubic system) ولا يوجد له اسطح انفصام الا ان المكسر له (fracture) يكون منتظم محاري (conchoidal).
القساوة
لأن التركيب الكيميائي للبجادي يختلف بحسب طريقة التكون فإن الروابط الذرية في بعض الأنواع أقوى من غيرها. ونتيجة لذلك، تظهر هذه المجموعة المعدنية الصلابة على مقياس موهس من حوالي 6.5 إلى 7.5. وغالبا ما تستخدم الأنواع الأصعب مثل الألماندين لأغراض كاشطة.
المغناطيس المستخدمة في تحديد سلسلة البجادي
لأغراض تحديد نوع الاحجار الكريمة من البجادي «العقيق», يمكن استخدام الحساسية المغناطيسية بالاقتران مع معامل الانكسار للتمييز بين تصنيفات البجادي وتحديد تكوين البجادي من حيث النسب المئوية من انواعها النهائية داخل الجوهرة الفردية.

## استخدامات البجادي
الأحجار الكريمة
كان البجادي الأحمر من الأحجار الكريمة الأكثر شيوعا في العالم الروماني المتأخر، وفترة الهجرة من الشعوب «البربرية» الذين استولوا على أراضي الإمبراطورية الرومانية الغربية. كان يستخدم بشكل خاص في فراغات الذهب عن طريق تقنية كلويسون "cloisonné ". وفي هذا الحالة يسمى البجادي " garnet cloisonné " ووجدت امتداداً من انكلوساكسون انكلترا «Anglo-Saxon England»، إلى البحر الأسود.
البلورات نقية من البجادي تستخدم كأحجار كريمة. الاختلافات في أصناف الأحجار الكريمة قد تكون في تدرجات الالوان وقد تجد منه اللون الأخضر والأحمر والأصفر والبرتقالي. في الولايات المتحدة هو معروف باسم حجر الميلاد «حجر البخت» لشهر يناير.
الاستخدامات الصناعية
عند تعرض البجادي للتعرية والتجوية فإنه يتكون ما يسمى برمل البجادي وهو مادة كاشطة ممتازة، ولذلك احيانا يُستبدل رمل البجادي بالرمل الزجاجي.

## معرض الصور

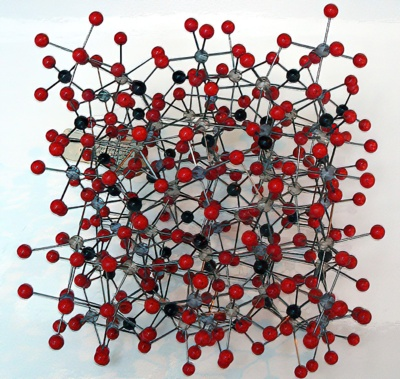
النموذج الجزيئي للبجادي
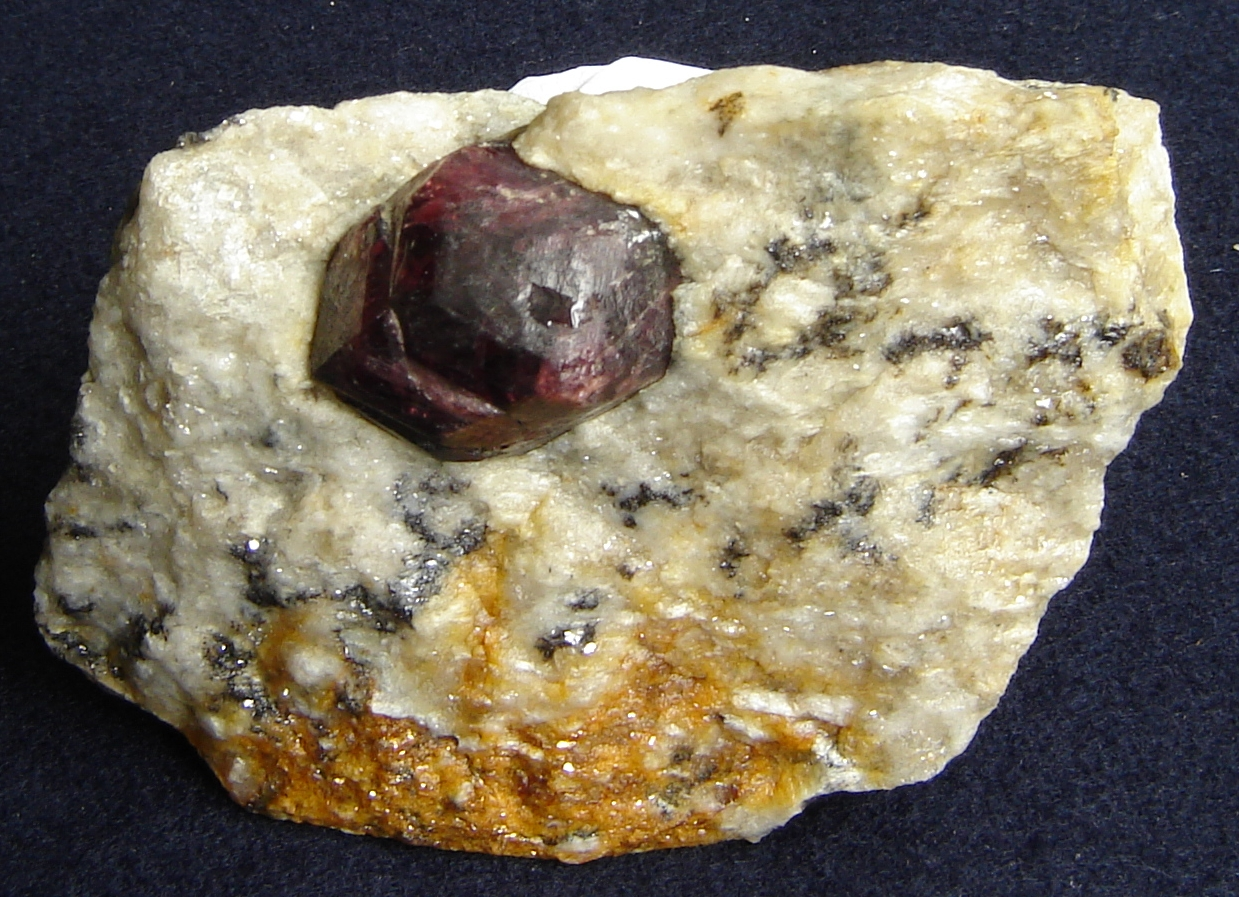
الألماندين في الصخور المتحولة
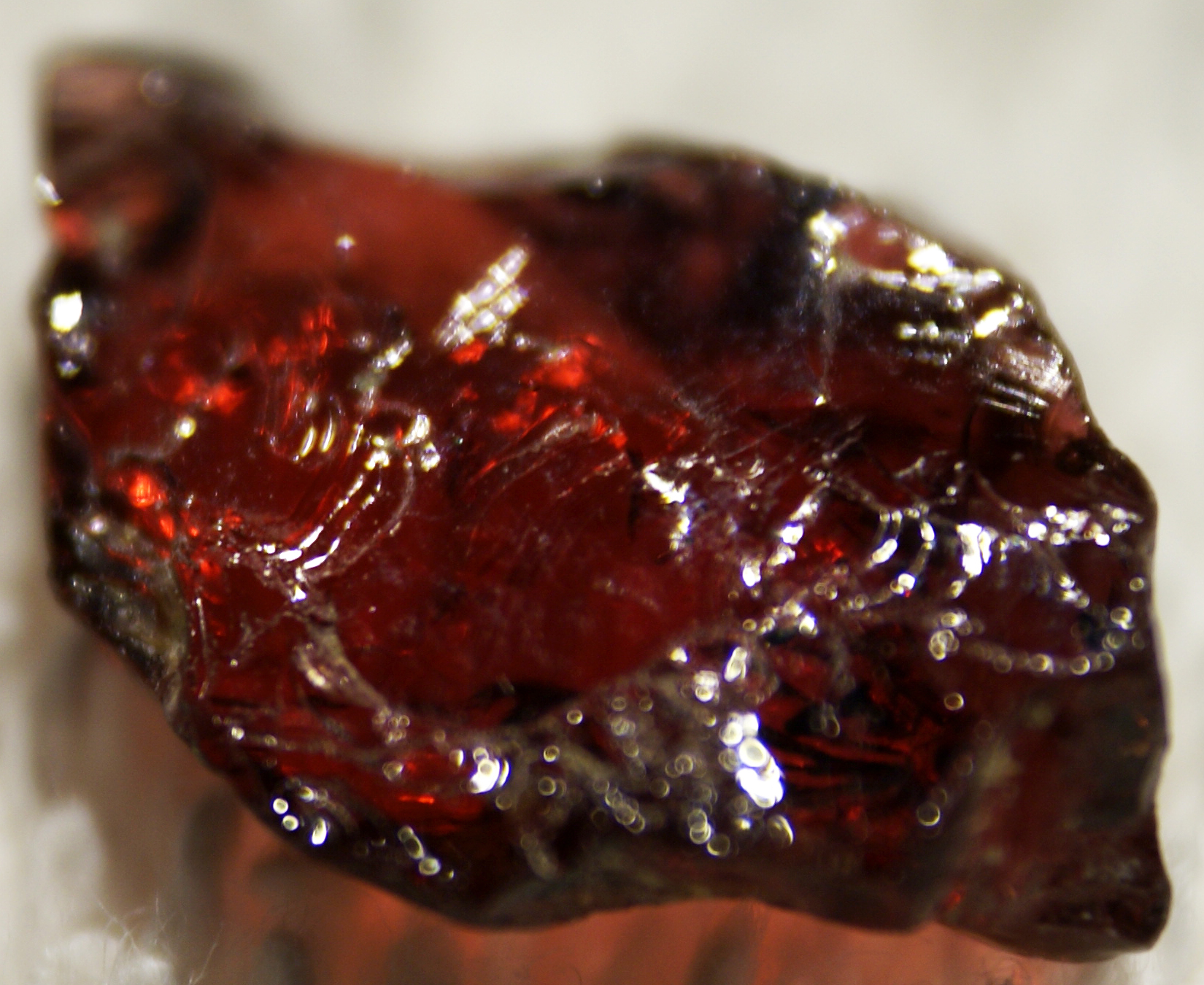
البجادي الاحمر
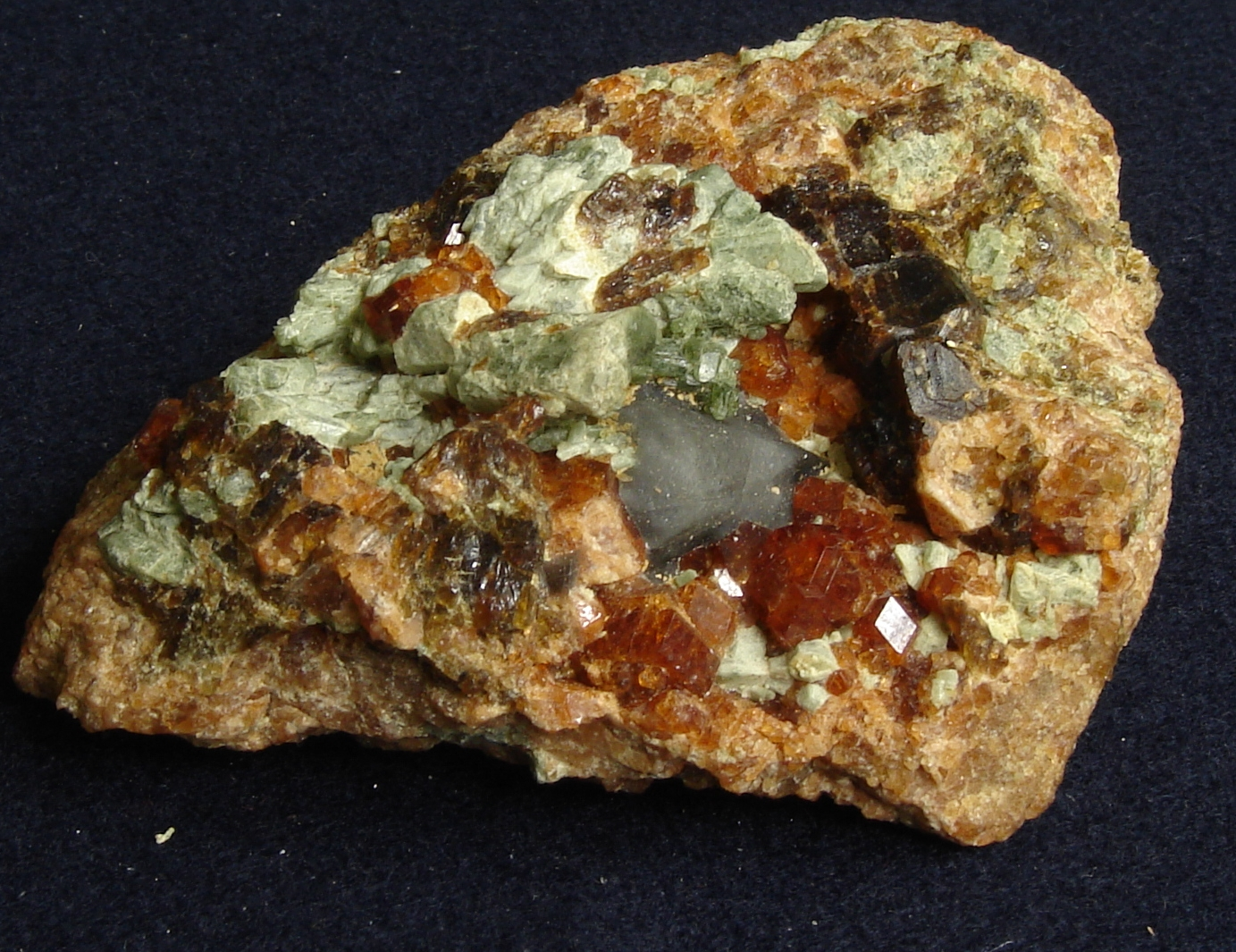
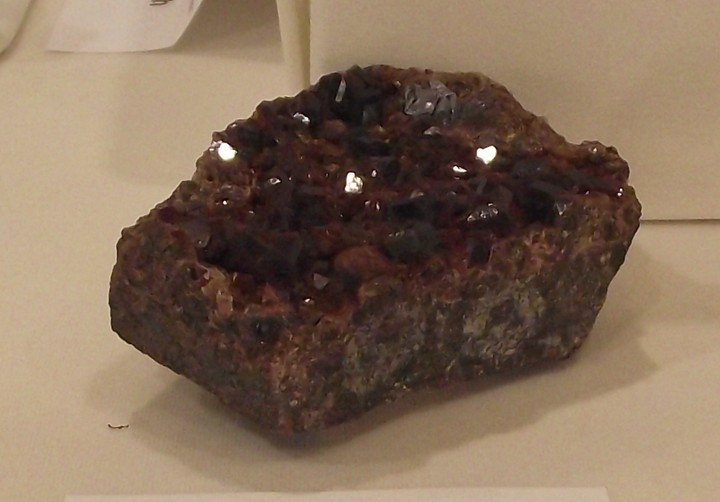
بلورات البجادي
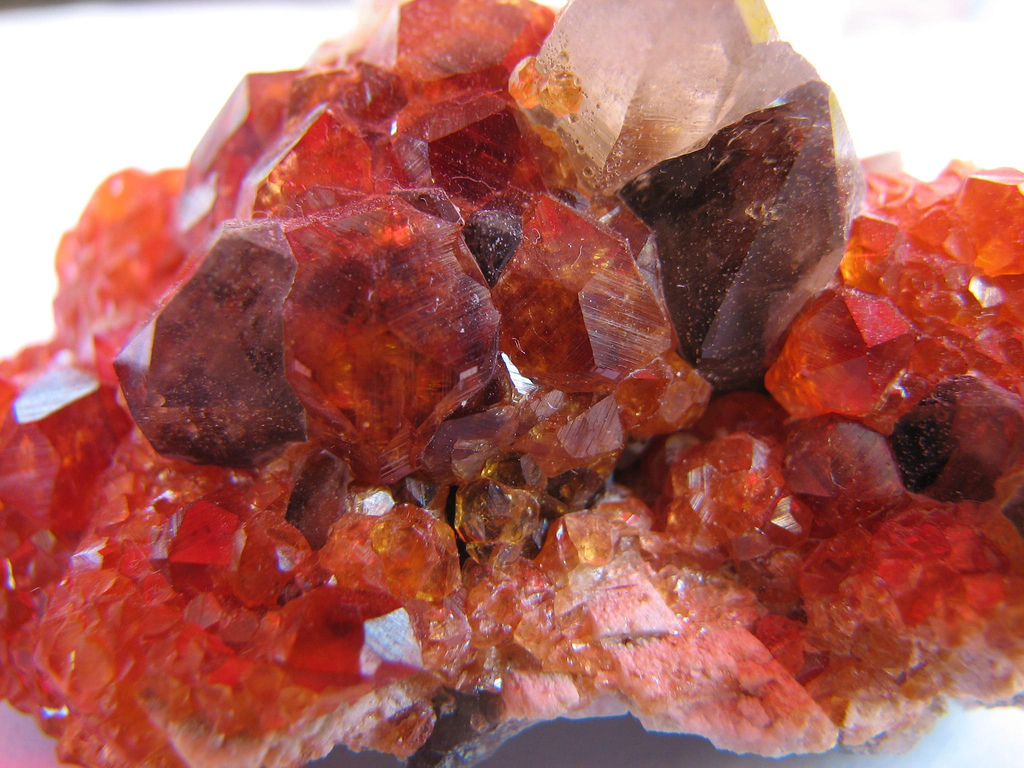
البجادي البرتقالي
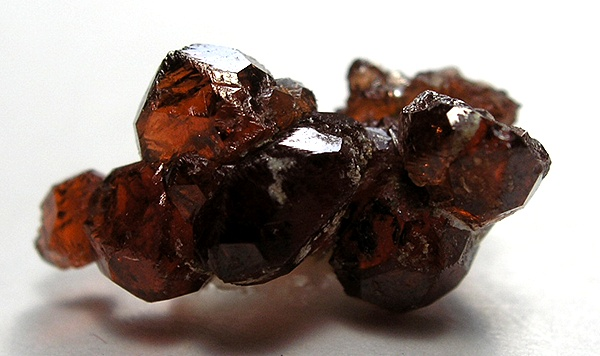
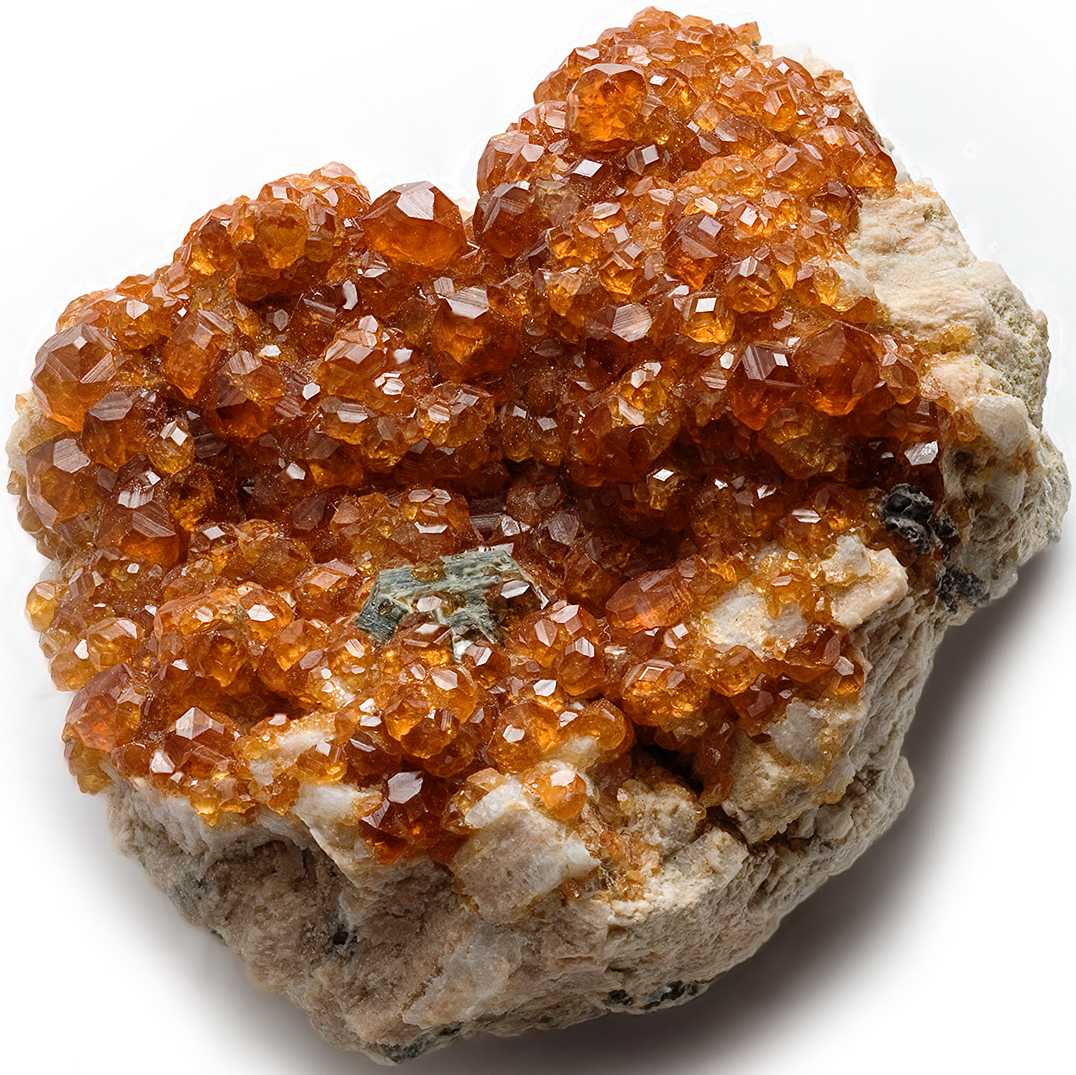
إحدى أنواع البجادي الموجودة في الصين
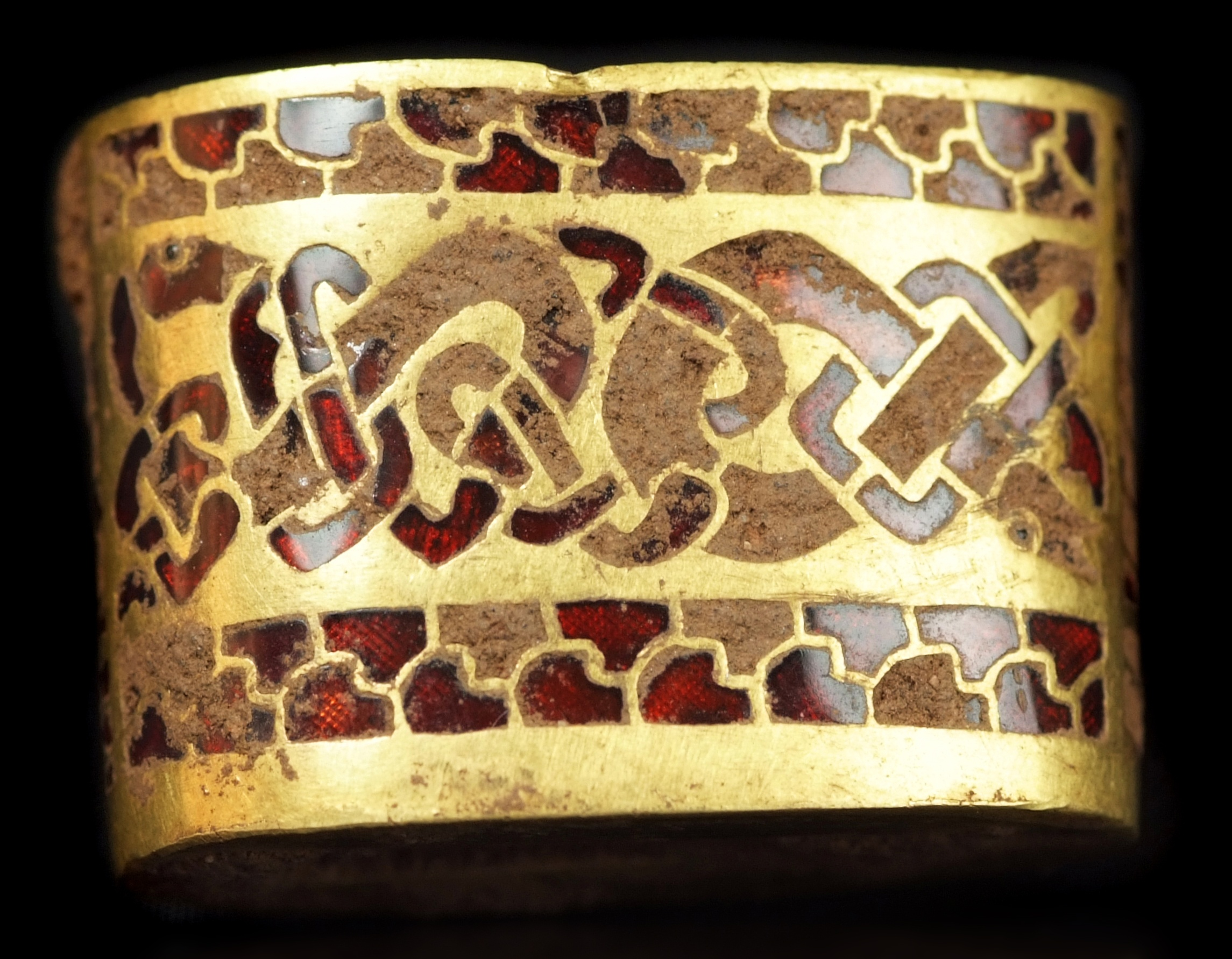
استخدام البجادي أحجارًا كريمة
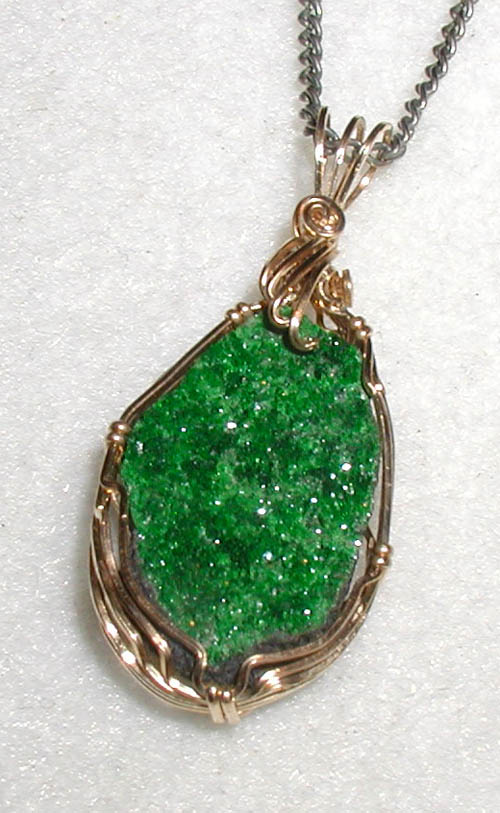
البجادي الاخضر